# Forte dos Andradas
O Forte dos Andradas localiza-se na ponta de Munduba, ao sul da ilha de Santo Amaro, estado de São Paulo, Brasil. Territorialmente, faz parte do município de Guarujá, entre os bairros do Tombo e Jardim Guaiuba. Atualmente abriga o Comando de Defesa Antiaérea do Exército.
Inicialmente denominado Forte de Munduba, foi a última grande estrutura defensiva fixa erguida no país, formando sistema com o Forte de Itaipu, na defesa do acesso à barra do porto de Santos, à época o maior porto exportador do Brasil, superando inclusive o porto do Rio de Janeiro.

## História
Embora o seu projeto datasse de 1934, quando era Ministro da Guerra o General-de-Exército Pedro Aurélio de Góis Monteiro, a sua construção teve início apenas em 1938, sob a direção do seu projetista, o Tenente-Coronel de Engenharia João Luiz Monteiro de Barros (BARRETTO, 1958:267).
O Capitão de Artilharia Campos de Assunção foi nomeado Comandante da 5ª Bateria Independente de Artilharia de Costa, subunidade que guarneceu o forte (6 de maio de 1942), criado pelo Decreto-Lei nº 4.248, de 10 de abril de 1942. Foi inaugurado em 10 de novembro de 1942, em plena Segunda Guerra Mundial (1939-1945), sendo denominado oficialmente como Forte dos Andradas pelo Decreto nº 5.002, de 27 de novembro de 1942 (BARRETTO, 1958:267), em homenagem aos irmãos José Bonifácio (1763-1838), Antônio Carlos e Martim Francisco de Andrada e Silva, importantes personagens do cenário político brasileiro, ao tempo do primeiro império e do Período Regencial.

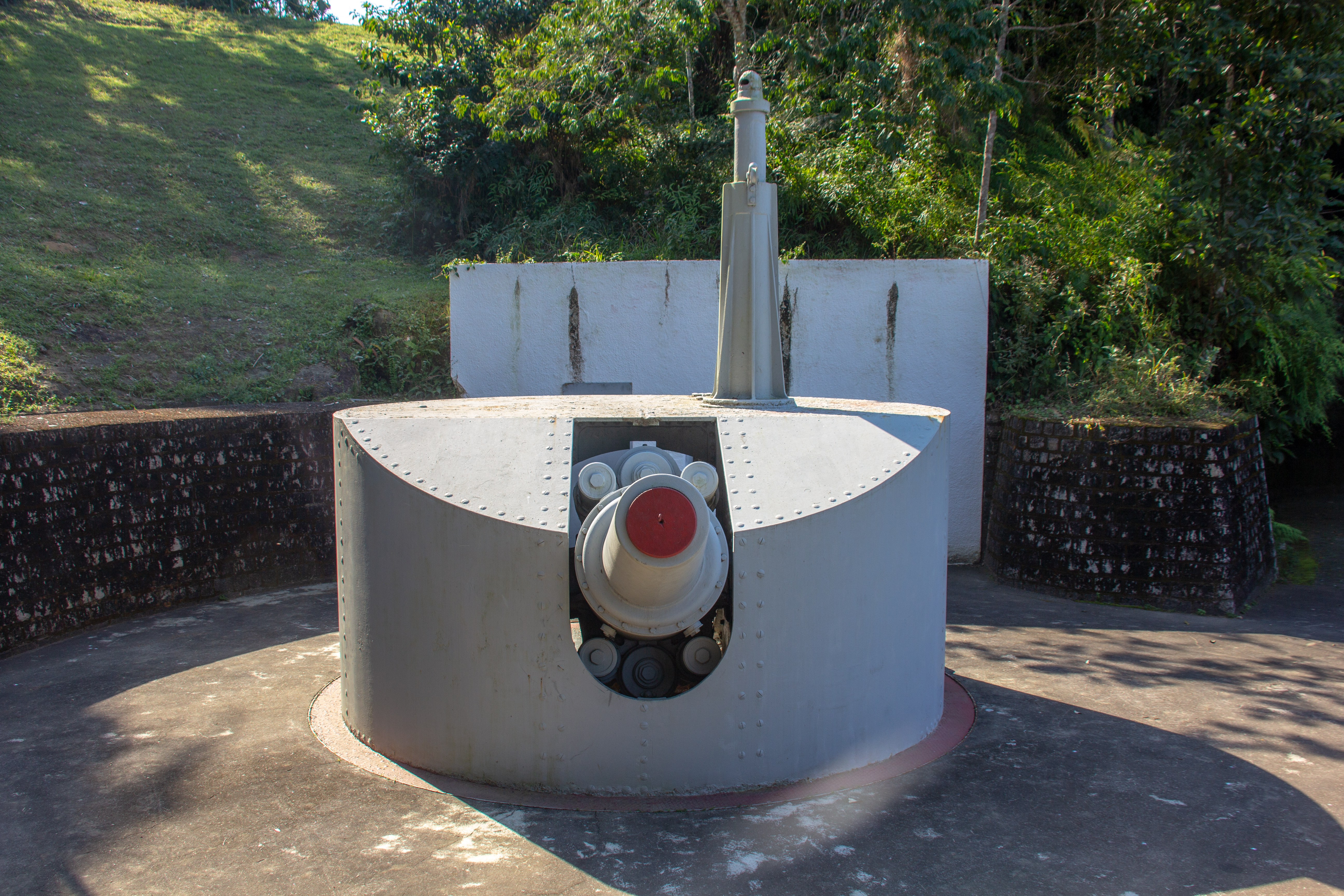
Um dos canhões do Forte, atualmente desativado.

Na década de 1950 estava guarnecido pela 3ª Bateria de Obuses de Costa.
Durante a ditadura civil-militar que teve início com o golpe de 1964, passou a abrigar presos políticos. Entre os detentos mais emblemáticos, destaca-se o Eduardo Collen Leite (codinome Bacuri) que foi assassinado nas dependências do Forte.
Atualmente abriga o Comando de Defesa Antiaérea do Exército e sua Bateria de Comando, constituindo-se - além de num dos mais belos pontos turísticos do Guarujá de onde podem ser descortinadas as praias do Guarujá e a baía de Santos - um ponto estratégico de defesa nacional.

## Características

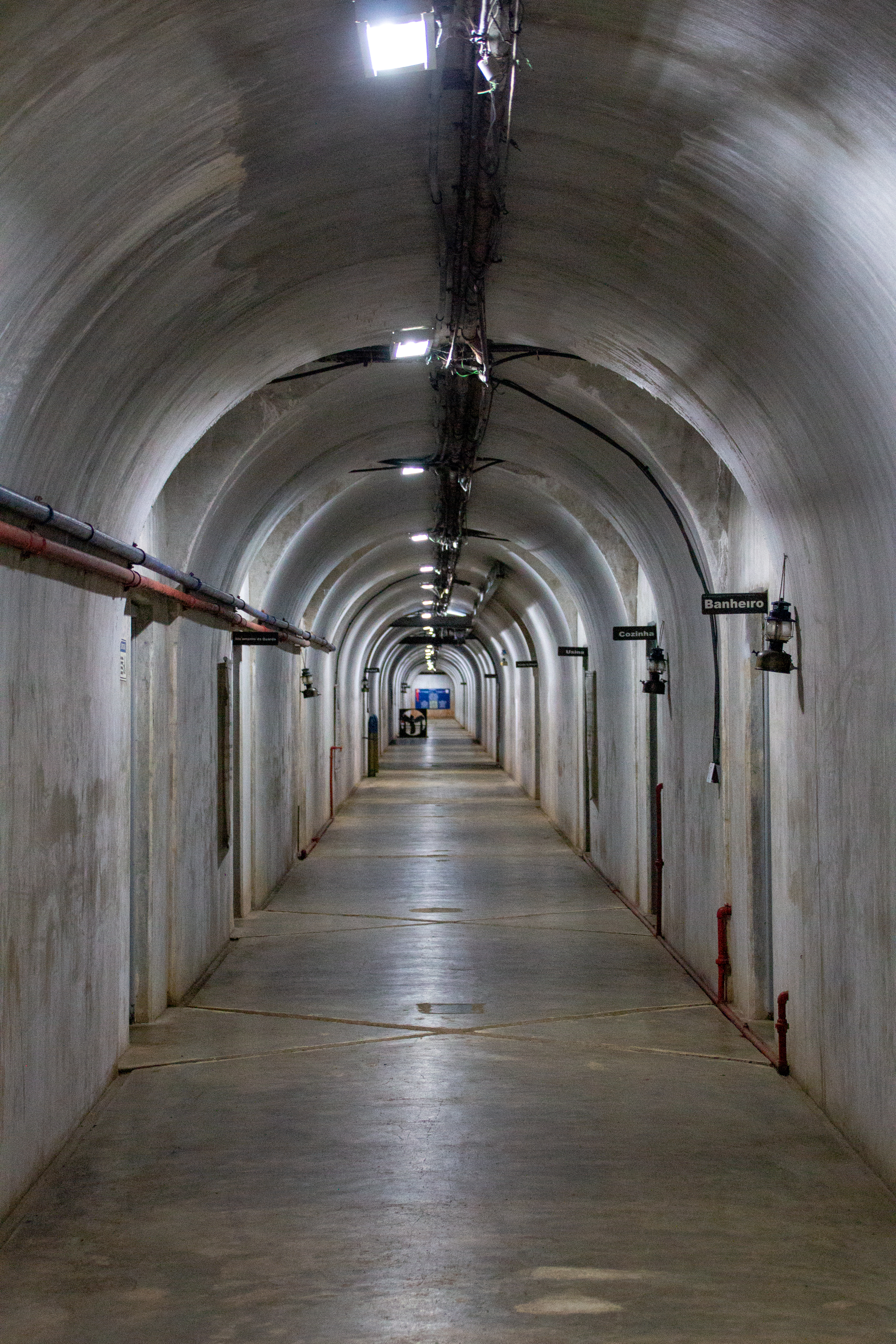
Corredor interno do Sitio Histórico do Forte dos Andradas

Totalmente embutido na rocha, compõe-se de um complexo sistema de túneis, câmaras e elevadores, com quatro obuseiros Krupp de 280 mm camuflados no topo pela Mata Atlântica, a trezentos metros acima do nível do mar. Enquanto o seu Quartel de Guerra se situa na ponta de Munduba, o Quartel de Paz situa-se na praia de mesmo nome.
É acedido por uma estrada pavimentada e bem conservada.